# Rogers (Nebraska)
Rogers je selo u američkoj saveznoj državi Nebraska. Prema popisu stanovništva iz 2010. u njemu je živjelo 95 stanovnika.